# Salina Real de Arc-et-Senans

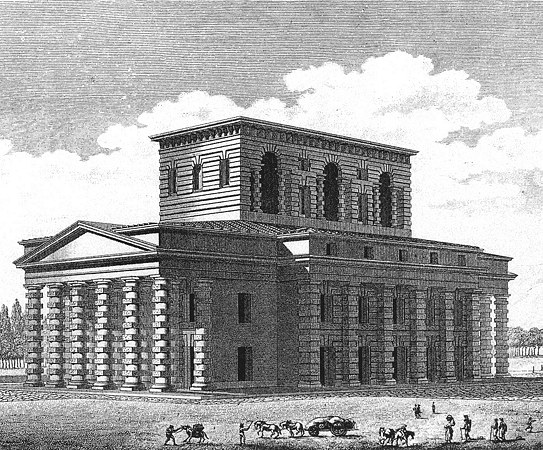
Projeto inicial

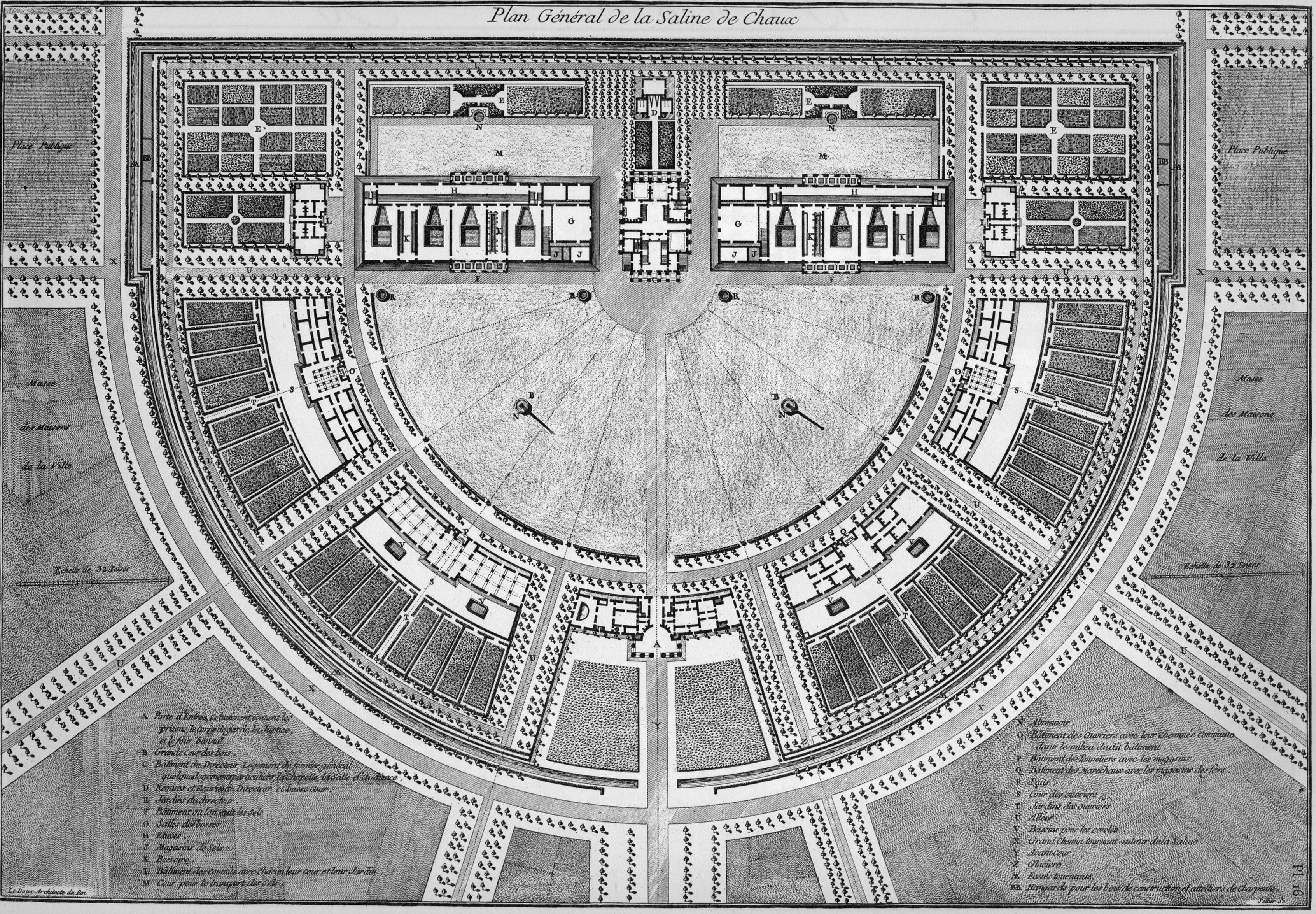
Planta baixa (alta resolução)

A Salina Real de Arc-et-Senans localizada na comuna de Arc-et-Senans é uma obra de Claude Nicolas Ledoux, célebre arquiteto visionário. Foi construída para a produção de sal, e deveria substituir as Grandes Salinas de Salins-les-Bains e a salina de Lons-le-Saunier.

## O contexto noSéculo XVIII
Nesta época, o sal era utilizado para conserva de certos alimentos como carnes e peixes, daí ser um produto relativamente essencial. Até impostos sobre o sal foram criados devido a sua importância. O Franco-Condado era uma região relativamente rica em jazidas de sal-gema. Graças a isto, podia-se encontrar numerosas porções de sal saindo durante a queima de madeira da região em caldeiras. Na época havia muito sal em Salins-les-Bains e em Montmorot. As caldeiras tinham sido construídas perto desses poços foi usada a madeira proveniente de florestas nas proximidades. Graças a isso, após vários anos de exploração, estas florestas foram sumindo rapidamente, e o combustível precisava vir de distâncias cada vez maiores, o que ia ficando cada vez mais caro. Além do mais, com o passar dos anos, a quantidade de sal começou a diminuir. Durante um período, os peritos do rei (chamados de salinistas) procuraram usar os caminhos hidroviários, mas deixaram a ideia de lado após ouvirem o Conselho do Rei, em abril de 1773. Enfim, a construções de um prédio de graduação seria impossível por causa da posição de Salins-les-Bains, dentro de um vale, o que não era adequado.

## A construção e sua decisão
Claude-Nicolas Ledoux foi nomeado « Comissário das salinas de Lorraine e do Franco-Condado » em 20 de setembro de 1771 por Luís XV. Em 1773, Madame du Barry apoiou sua nomeação como membro da Academia Real de Arquitetura, permitindo a Claude-Nicolas Ledoux portar o título de Arquiteto do Rei, já que já era arquiteto da Ferme Générale. Foi assim que a construções da salina real de Arc-et-Senans lhe foi confiada.
Como Comissário, tinha a missão de inspecionar as diferentes salinas do leste da França. Isso o permitiu forjar uma opinião quanto à fisionomia de uma salina eficaz. Esta reflexão que o permitiu planejar seu primeiro projeto, antes mesmo que Luís XV solicitasse-o. Ele se inspirou sem dúvida em outras salinas da região, em particular nas de Salins-les-Bains e Lons-le-Saunier.

## O Primeiro Projeto

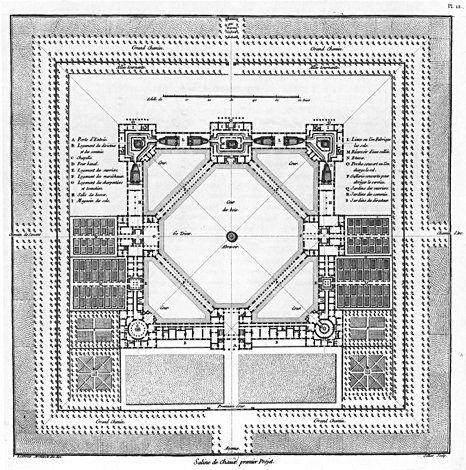
Plano do primeiro projeto proposto por Ledoux em 1774 e recusado pelo rei. Planta 12 de « L'architecture considérée sous le rapport de l'art, des mœurs et de la législation », Paris, 1804

Antes mesmo de receber a incumbência do rei, Ledoux começa o projeto de uma salina. Ele não tem ideia nenhuma da topografia da salina e de como seria realizada. Ele deu asas à sua imaginação. Este projeto foi apresentado em abril de 1774 ao Rei Luís XV.
Ledoux voa grande neste primeiro projeto: é um projeto ambicioso, inovador e rompia com as construções tradicionais. Ledoux cria um projeto com uma geometria implacável: o recinto é organizado ao redor de uma imensa região quadrada. As diferentes construções são colocadas todas ao redor desta região central, ligadas por pórticos. Assim, temos algo como se fosse uma única construção. A fim de acelerar os serviços, o centro é dividido em diagonal como se fosse uma única construção, formando um octógono. As construções possuem várias colunas, fazendo com que as galerias cobertas fiquem apoiadas por 144 colunas dóricas.

## Galeria
As construções :

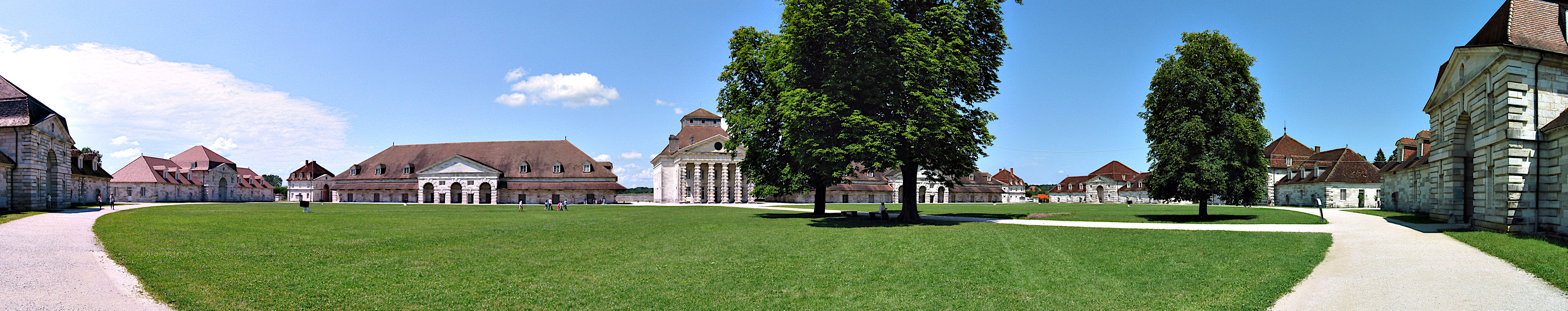
panorama
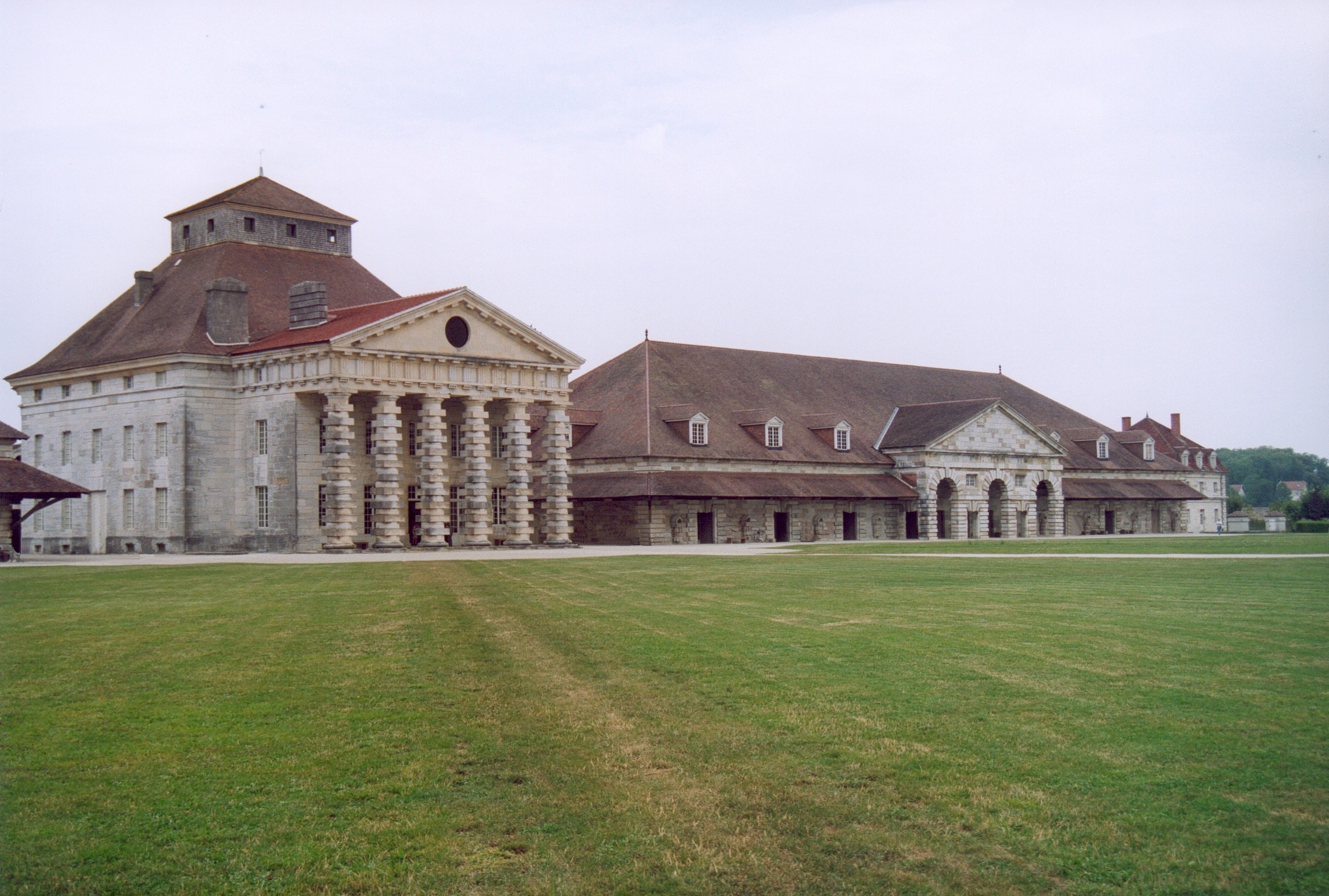
Pavilhão do diretor e um escritório
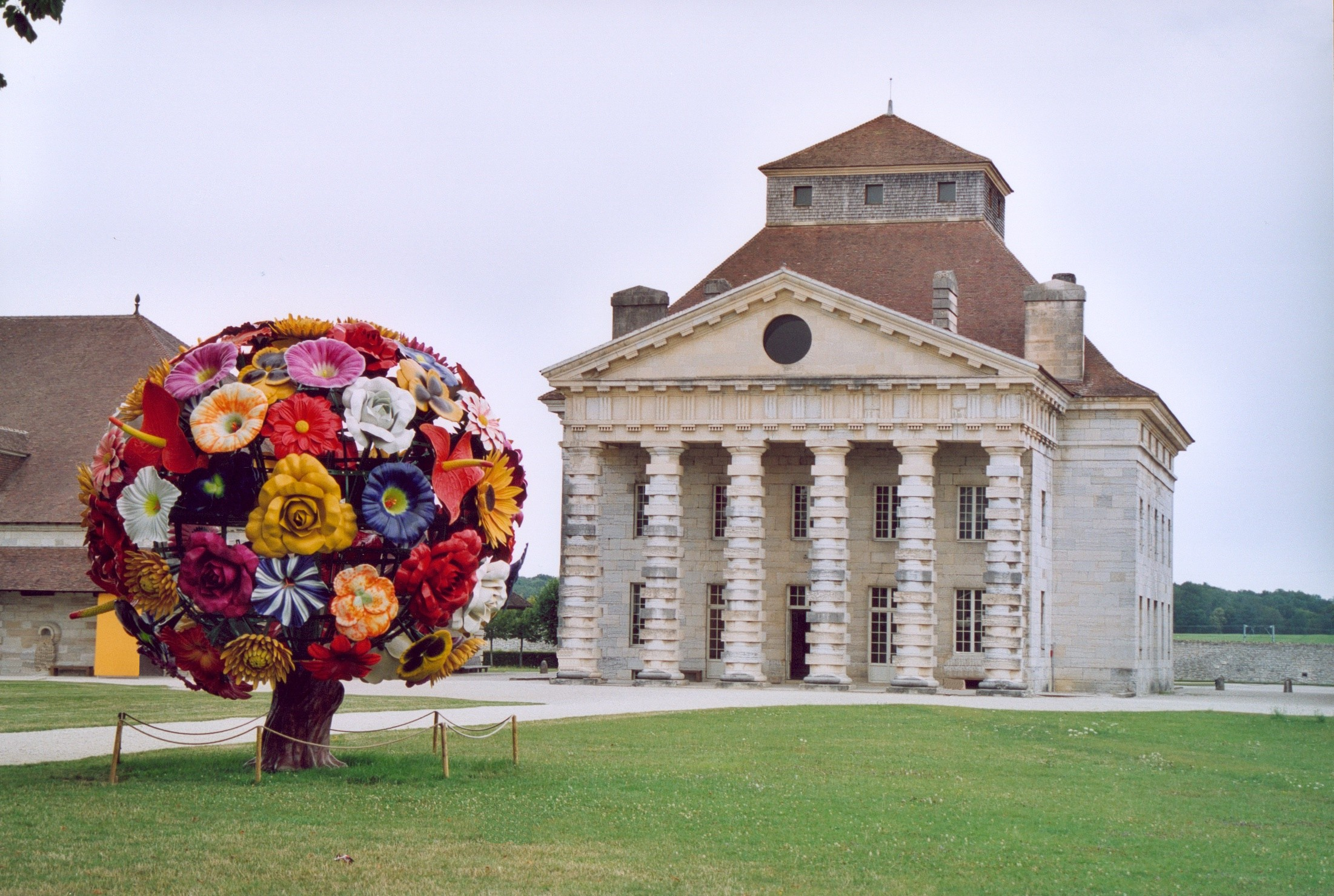
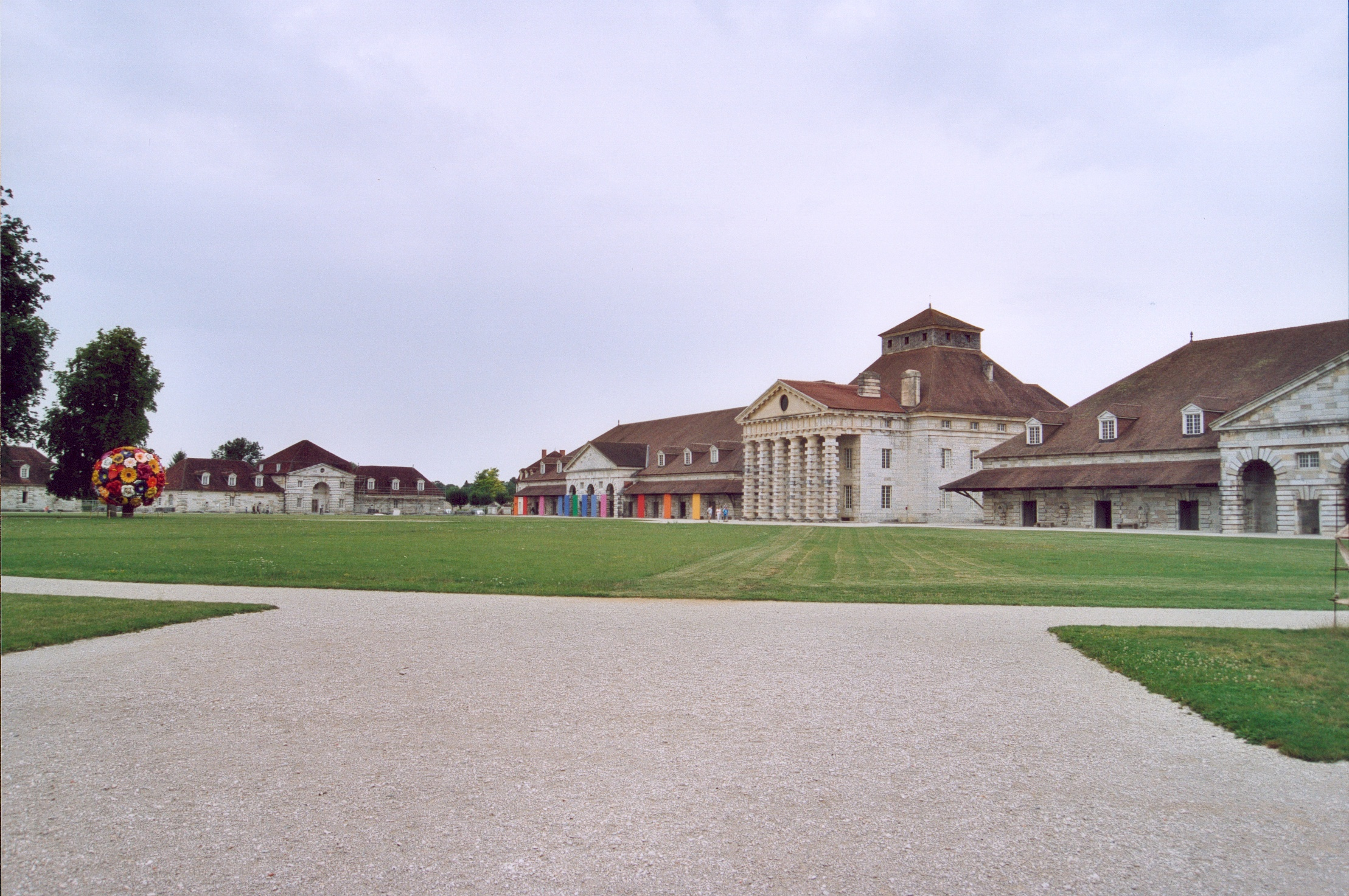
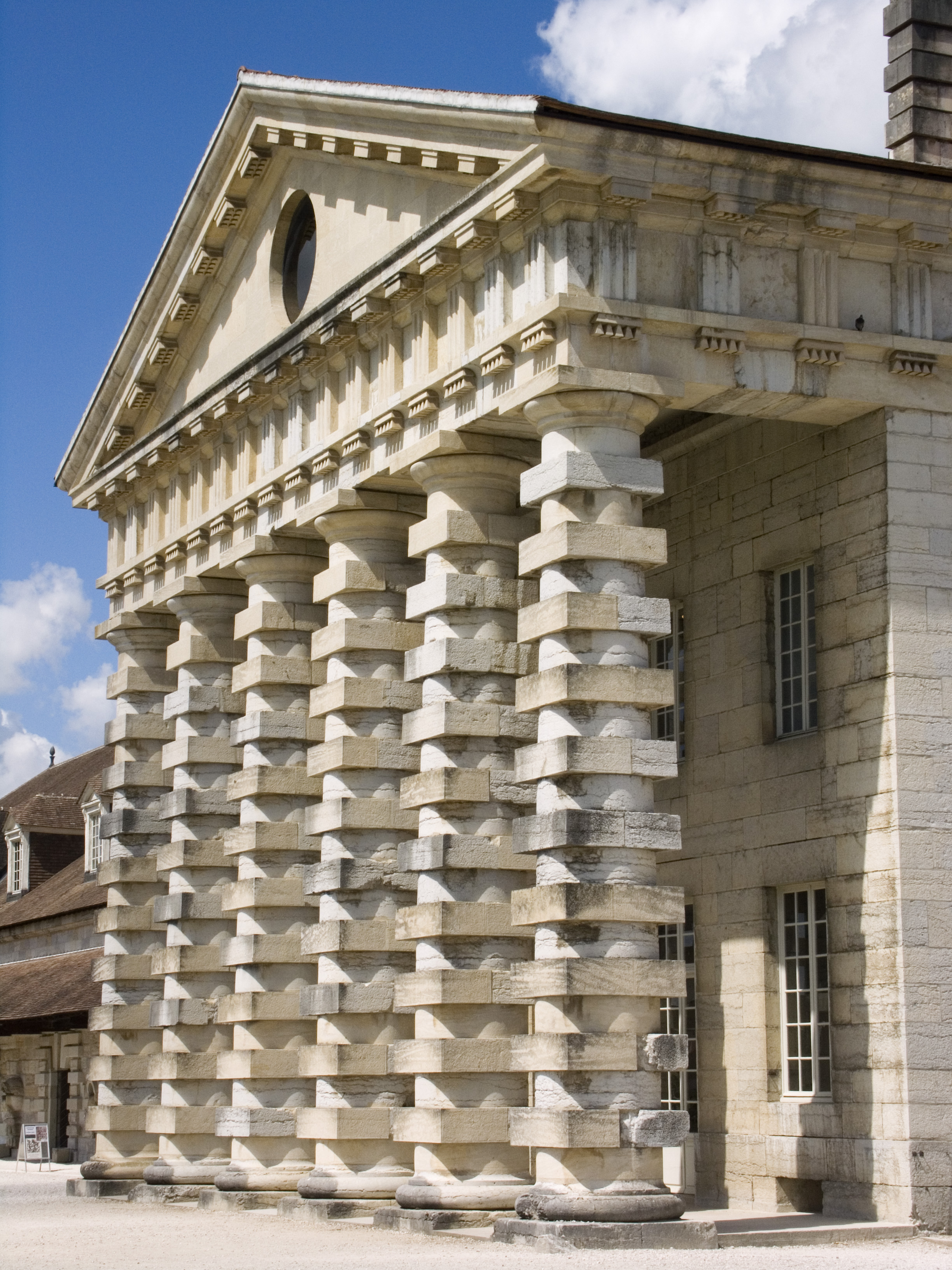
Portal da casa do diretor
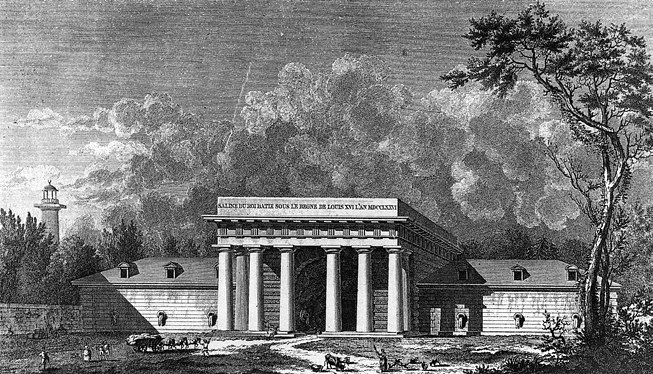
Pavilhão de entrada
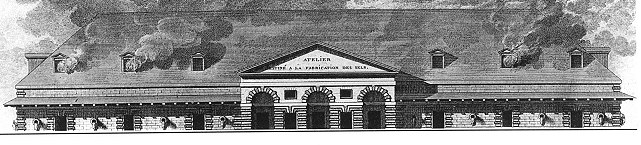
Escritório de fabricação
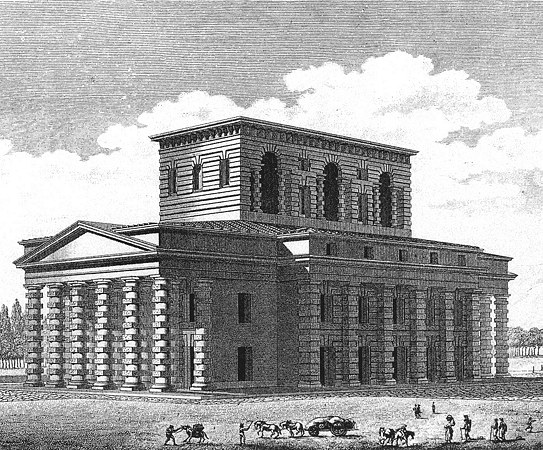
Projeto do pavilhão do diretor

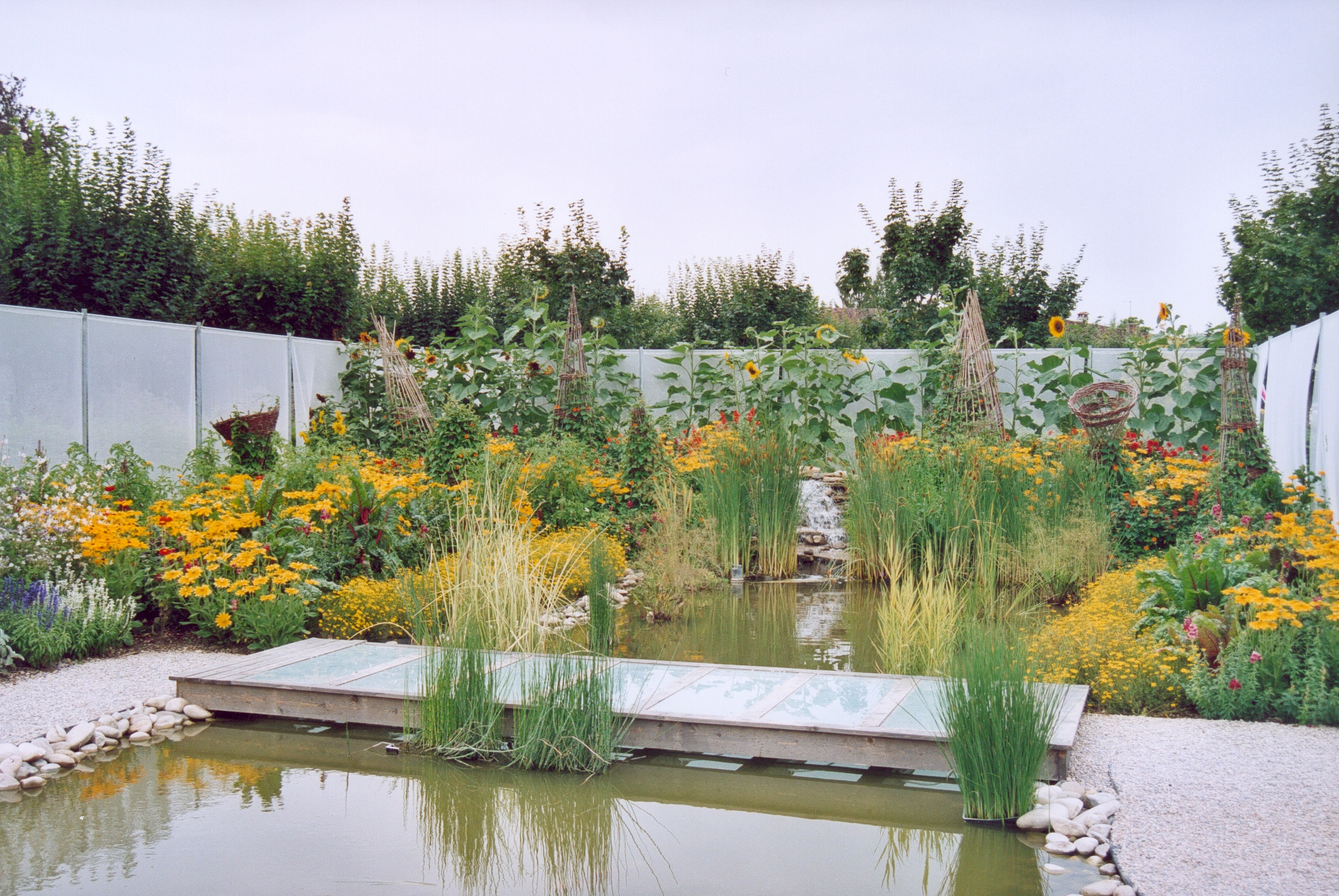
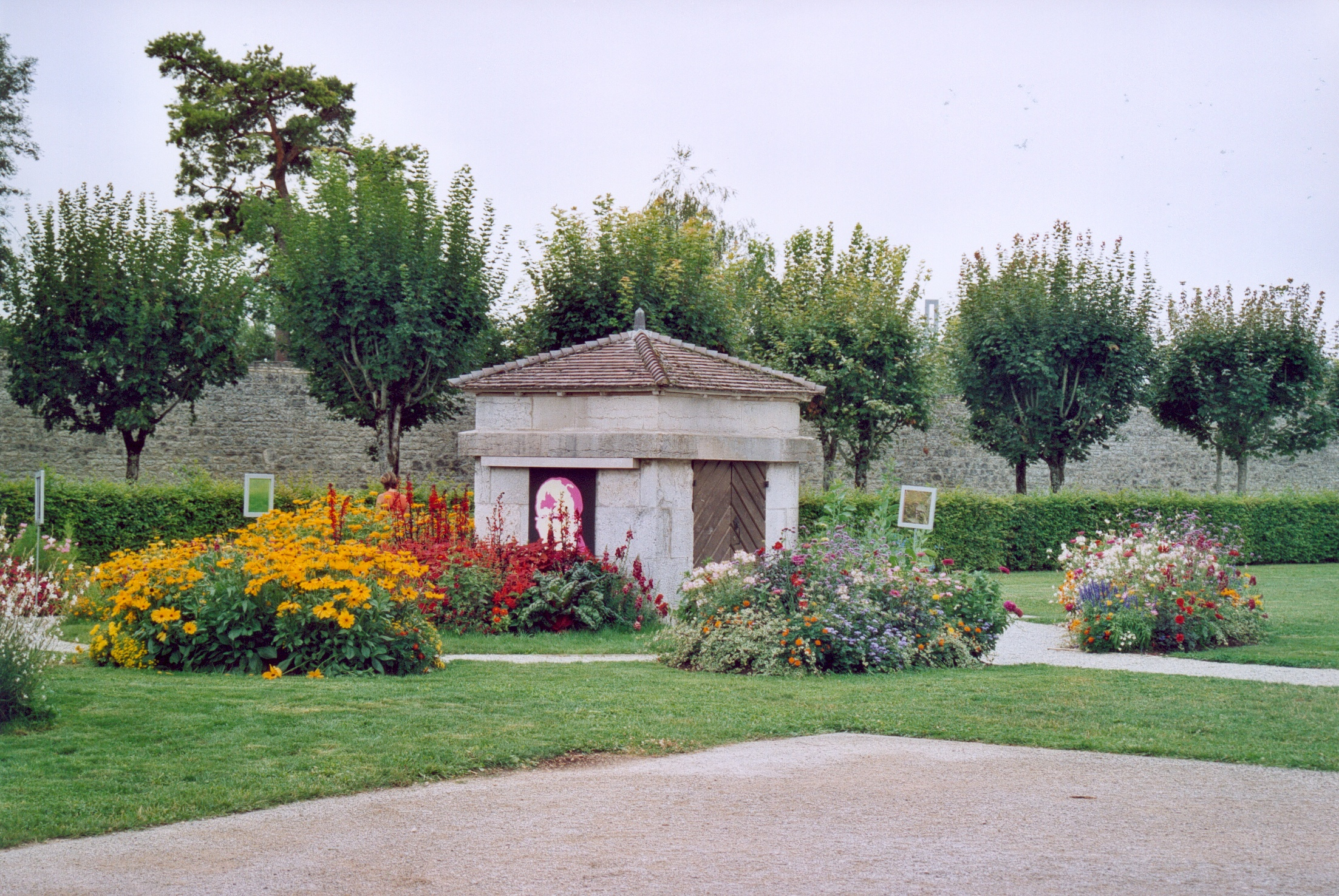
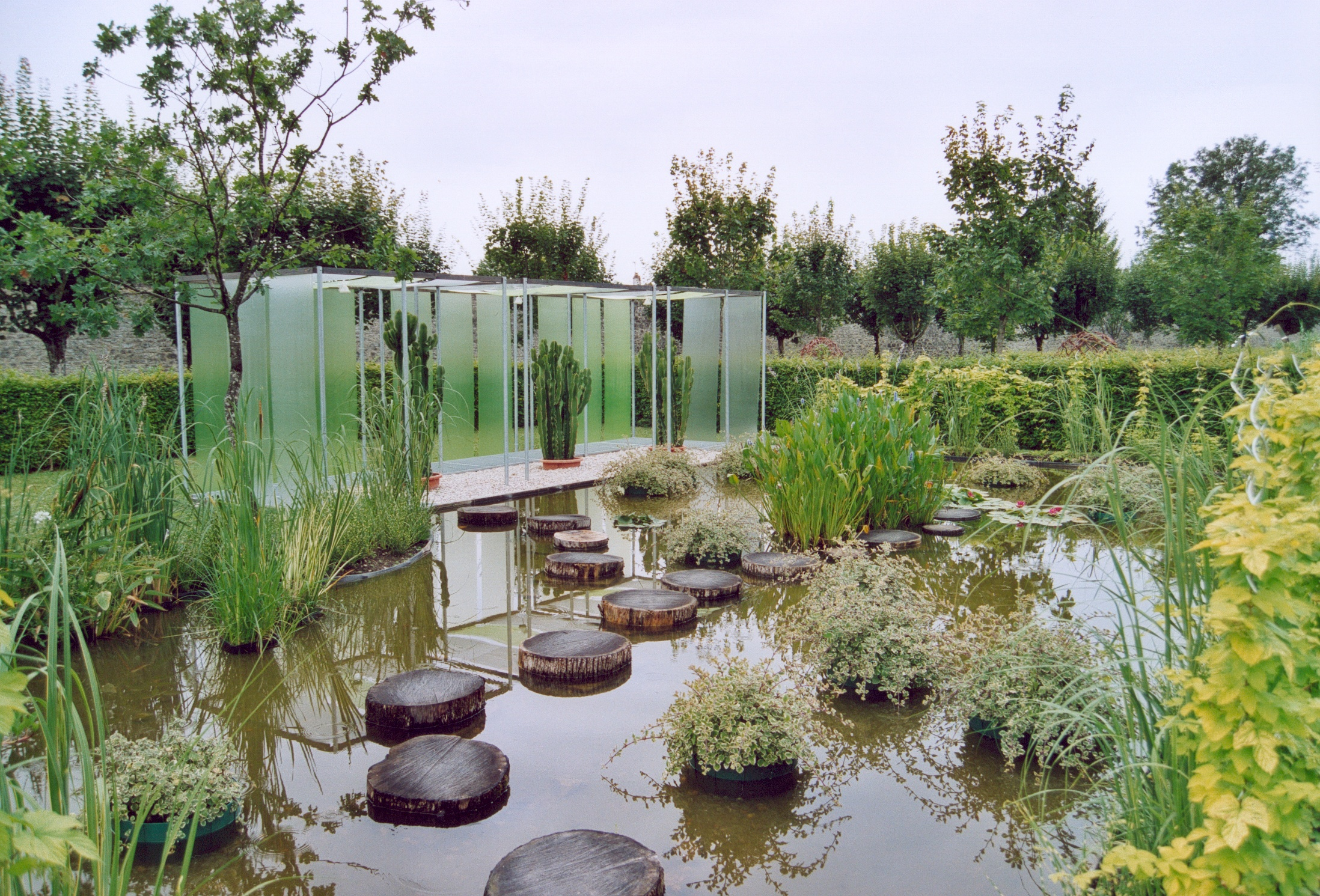

Os jardins :